# Каховка (язовир)
„Каховка“ (на украински: Каховське водосховище) е язовир, построен на река Днепър, Украйна. Създаден е чрез построяването на язовирна стена близо до град Нова Каховка. Въведен е в експлоатация през 1956 г., а до 1958 г. е напълнен.
На 6 юни 2023 г. язовирната му стена е взривена в хода на Руско-Украинската война. Впоследствие Русия и Украйна се обвиняват взаимно за унищожаването на стената. Към края на юни язовирът вече е напълно празен.

## Описание
Язовирът покрива площ от 2155 km2 в Херсонска област, Запорожка област и Днепропетровска област. Дълъг е 240 km и има средна широчина 9,3 km. Дълбочината му варира между 3 и 24 m, като средната му дълбочина е 8,4 m. Общият воден обем е 18,18 km3. Построяването на язовирната му стена е издигнало естественото водно равнище на река Днепър с 16 m.
Водоемът захранва водноелектрически централи, промишлени предприятия, Запорожката атомна централа, развъдници за риба, Севернокримския канал и канала Днепър – Кривой рог. Построяването му създава достатъчно дълбочина, за да могат големи кораби да плават по течението река Днепър.